# Privatautobahn
Als Privatautobahn wird eine von einer privaten Betreibergesellschaft unterhaltene Autobahn bezeichnet. Europaweit existieren unterschiedlichste Formen von Betreibermodellen.

## Deutschland
In Deutschland ist die Finanzierung, der Bau und der Unterhalt von Autobahnen Aufgabe des Staates. Die Ausführung wurde an die Straßenbauverwaltungen der Bundesländer delegiert.
Ab 2005 setzte das Verkehrsministerium an verschiedenen Autobahnen privatwirtschaftliche Betreibermodelle um, bei denen z. B. Bau, Betrieb und Unterhalt für einen fest definierten Zeitraum in private Hände gegeben werden. Bis 2014 waren sechs Betreibermodell-Projekte umgesetzt worden. Bis 2016 wurden eine weitere Strecke komplett und eine teilweise in Betrieb genommen. Ein wesentliches Finanzierungsinstrument sind staatliche Einnahmen aus der LKW-Maut.

### Erste Staffel 2005–2009
2005 bis 2009 wurde eine erste Staffel von Privatisierungen mit vier A-Modell-Pilotvorhaben gestartet. Diese umfassten Teilstücke von großen, verkehrsreichen und ausbaurelevanten deutschen Autobahnen. Das Bauvolumen betrug 1,1 Milliarden Euro. Diese Autobahnstücke wurden für 30 Jahre an Betreibergesellschaften überführt, die für diesen Zeitraum die volle Betriebsverantwortung für das jeweilige Autobahnstück übernahmen und sich zum Ausbau des Autobahnteilstücks verpflichteten. Im Gegenzug erhalten sie während der Laufzeit die LKW-Mauteinnahmen, die auf dem jeweiligen Teilstück erlöst werden. Diese Art des Betriebs, der Errichtung beziehungsweise des Ausbaus wird als Öffentlich-Private Partnerschaft (ÖPP) bezeichnet. Das Projektvolumen für die Vertragslaufzeit beträgt 3,3 Milliarden Euro. Die Konzessionsstrecke erstreckt sich auf 230 Kilometer – davon 175 Kilometer als sechsstreifiger Ausbau.

### Zweite Staffel 2009–2015
Eine zweite Staffel startete 2009. Diese umfasst eine Strecke von etwa 450 Kilometer. Dabei sollen vor allem die Gesichtspunkte „Wirtschaftlichkeit“ und „Minimierung der Eingriffe in den bestehenden Betriebsdienst“ Beachtung finden. Einige Projekte wurden bereits vergeben und weitere Vergaben sind in Vorbereitung.

### Dritte Staffel ab 2015
Im Sommer 2015 wurde vom Bundesministerium für Verkehr und digitale Infrastruktur ein Programm zur Durchführung weiterer ÖPP-Projekte gestartet. Damit werden weitere Projekte während der Laufzeit des kommenden Bundesverkehrswegeplans 2030 umgesetzt werden.

### Betreiber
Derzeit (Stand März 2021) gibt es neun Betreibergesellschaften:
- A1 mobil GmbH & Co. KG
- autobahnplus a8 GmbH
- Isentalautobahn GbR
- Pansuevia GmbH & Co. KG
- ViA6West GmbH & Co. KG
- Via Solutions Thüringen GmbH & Co. KG
- Via Solutions Südwest GmbH & Co. KG
- Via Solutions Nord GmbH & Co. KG
- Via Gateway Thüringen GmbH & Co. KG

autobahnplus ist das erste in Deutschland umgesetzte Betreibermodell. Dabei handelte es sich um ein privates Bieterkonsortium. Dieses hatte sich zum Ausbau des Teilstücks der A 8 zwischen Augsburg und München von zwei auf drei Spuren pro Fahrtrichtung verpflichtet. PANSUEVIA Services betreibt einen weiteren Streckenabschnitt auf der A 8. Die Betreibergesellschaft Via Solutions Thüringen ist für einen 44,7 km langen Abschnitt auf der A 4 zuständig. 2008 bekam die A1 mobil GmbH & Co. KG den Zuschlag für einen Autobahnabschnitt auf der A 1. Die Isentalautobahn GbR wird einen Autobahnabschnitt auf der A 94 errichten und für 30 Jahre unterhalten.
Die Betreibergesellschaft A1 mobil schreibt derzeit (Stand: 2017) hohe Verluste, da die Einnahmen aus der LKW-Maut deutlich unter den Erwartungen liegen.

### Streckenabschnitte (in Betrieb)
Zum 1. Januar 2016 wurden folgende Autobahnabschnitte in privater Hand betrieben:
| Autobahn | Bundesland                 | Abschnitt                                          | Länge   | Status         | Betreiber |
| -------- | -------------------------- | -------------------------------------------------- | ------- | -------------- | --- |
| A 1      | Niedersachsen              | AD Buchholz (43) – AK Bremen (53)                  | 73 km   | in Betrieb     | A1 mobil GmbH & Co. KG, Sittensen                                                                                               |
| A 4      | Thüringen                  | Landesgrenze Hessen/Thüringen – AS Gotha (42)      | 45 km   | in Betrieb     | Via Solutions Thüringen GmbH & Co. KG, Eisenach                                                                                 |
| A 5      | Baden-Württemberg          | Höhe Malsch – AS Offenburg (55)                    | 59,8 km | in Betrieb     | Via Solutions Südwest GmbH & Co. KG, Bühl                                                                                       |
| A 7      | Schleswig-Holstein/Hamburg | AS Neumünster-Nord (13) – AD Hamburg-Nordwest (25) | 59 km   | in Bau/Betrieb | Via Solutions Nord GmbH & Co. KG, Essen                                                                                         |
| A 8      | Bayern                     | AS Leipheim (66) – AS Augsburg-West (72)           | 41 km   | in Betrieb     | Pansuevia GmbH & Co. KG, Jettingen-Scheppach                                                                                    |
| A 8      | Bayern                     | AS Augsburg-West (72) – AD München-Eschenried (79) | 52 km   | in Betrieb     | autobahnplus a8 GmbH, Dasing |
| A 9      | Thüringen                  | AS Lederhose (25b) – Landesgrenze Thüringen/Bayern | 46,5 km | in Betrieb     | Via Gateway Thüringen GmbH & Co. KG, Gefell                                                                                     |
| A 99     | Bayern                     | Eschenrieder Spange                                | 1,5 km  | in Betrieb     | autobahnplus a8 GmbH, Dasing. Dieser Abschnitt ist ein Teilstück der bereits oben genannten Strecke und in den 52 km enthalten. |

1. ↑  erste Staffel von 2005-2009
2. ↑  erste Staffel von 2005-2009
3. ↑  erste Staffel von 2005-2009
4. ↑  erste Staffel von 2005-2009

### Streckenabschnitte (in Realisierung)
Der Neubau, Ausbau oder die Sanierung folgender Autobahnabschnitte sowie der Betrieb durch private Betreibergesellschaften wurde vergeben oder eine Vergabe ist geplant:
| Autobahn                      | Bundesland                       | Abschnitt                                                 | Maßnahme              | Status Konzession                       |
| ----------------------------- | -------------------------------- | --------------------------------------------------------- | --------------------- | --------------------------------------- |
| A 1                           | Nordrhein-Westfalen              | AK Lotte/Osnabrück – AS Münster-Nord                      | Ausbau/Betrieb        | geplant                                 |
| A 3                           | Bayern                           | AK Biebelried – AK Fürth/Erlangen                         | Ausbau/Betrieb        | vergeben an A3 Nordbayern GmbH & Co. KG |
| A 4                           | Thüringen                        | AS Gotha – Landesgrenze Thüringen/Sachsen                 | Betrieb               | geplant                                 |
| A 6                           | Baden-Württemberg                | AS Wiesloch-Rauenberg – AK Weinsberg                      | Ausbau/Betrieb        | vergeben an ViA6West GmbH & Co. KG      |
| A 6                           | Baden-Württemberg                | AK Weinsberg – AK Feuchtwangen/Crailsheim                 | Ausbau/Betrieb        | geplant                                 |
| A 7                           | Niedersachsen                    | AD Salzgitter – AS Göttingen                              | Ausbau/Betrieb        | Vergabe läuft                           |
| A 8                           | Bayern                           | Rosenheim – Bundesgrenze D/A                              | Ausbau/Betrieb        | geplant                                 |
| A 8                           | Baden-Württemberg                | Albaufstieg                                               | Ausbau/Neubau/Betrieb | geplant                                 |
| A 10 A 24                     | Berlin/Brandenburg               | AS Neuruppin – AD Pankow                                  | Ausbau/Betrieb        | geplant                                 |
| A 20                          | Niedersachsen/Schleswig-Holstein | Elbquerung                                                | Neubau/Betrieb        | geplant                                 |
| A 26                          | Hamburg/Niedersachsen            | Hamburg (A1) – Rübke                                      | Neubau/Betrieb        | geplant                                 |
| A 30                          | Nordrhein-Westfalen              | AS Rheine-Nord – AK Lotte/Osnabrück                       | ---/Betrieb           | geplant                                 |
| A 44                          | Hessen                           | AS Kassel-Süd – AS Diemelstadt                            | Ausbau/Betrieb        | Vergabe läuft                           |
| A 49                          | Hessen                           | AK Kassel-West – A 5                                      | Neubau/Betrieb        | geplant                                 |
| A 57                          | Nordrhein-Westfalen              | Köln – Moers                                              | Ausbau/Betrieb        | geplant                                 |
| A 94                          | Bayern                           | AS Forstinning – AS Marktl                                | Neubau/Betrieb        | vergeben an Isentalautobahn GbR         |
| A 61 A 65 teilw. A 650 teilw. | Rheinland-Pfalz                  | AS Worms – Landesgrenze Rheinland-Pfalz/Baden-Württemberg | Ausbau/Betrieb        | geplant                                 |
| A 281                         | Bremen                           | Weserquerung                                              | Neubau/Betrieb        | geplant                                 |

## Österreich
In Österreich wird das Autobahnnetz durch die Autobahnen- und Schnellstraßen-Finanzierungs-Aktiengesellschaft (ASFINAG) geplant, errichtet, betrieben, unterhalten und bemautet. Es handelt sich dabei zwar um eine Aktiengesellschaft; diese ist aber vollständig im Eigentum des österreichischen Staates.